# Synagogue de Gosselming
La synagogue de Gosselming est une synagogue située dans la commune française de Gosselming dans le département de la Moselle dans le Grand Est.
Elle a été construite en 1802. La synagogue profane est située dans la rue des Lauriers.
La synagogue a été vendue par la communauté juive dissoute avant 1914. 